# Cuora flavomarginata evelynae
Cuora flavomarginata evelynae is een schildpad uit de familie Geoemydidae. Het is een ondersoort van de geelranddoosschildpad (Cuora flavomarginata). De schildpad werd lange tijd als een aparte soort beschouwd. De schildpad werd voor het eerst wetenschappelijk beschreven door Carl Henry Ernst & Jeffrey E. Lovich in 1990, zodat nog niet alle literatuur de ondersoort vermeld.
Cuora flavomarginata evelynae komt voor in delen van Azië en is endemisch in Japan. De schildpad komt alleen voor op de Riukiu-eilanden ten zuidwesten van Japan.